# Agathias
Agathias (grekiska Αγαθίας), med tillnamnet Scholastikos, född omkring 536 e.Kr. i Myrina i Mindre Asien, död omkring 582, var en grekisk skald och historieskrivare.
Agathias studerade i Alexandria och senare i Konstantinopel, där han ägnade sig åt advokatyrket. Av hans främst erotiska dikter finns endast 101 epigram bevarade. Agathias historia i 5 böcker omfattar en del av Justinianus I regering och kan anses som en fortsättning av Prokopios arbete. Agathias historieverk utgavs av Barthold Georg Niebuhr (1828) och Karl Wilhelm Dindorf (1871).